# لوکاش باوئر
لوکاش باوئر (چکی: Lukáš Bauer؛ زادهٔ ۱۸ اوت ۱۹۷۷) اسکی‌باز صحرانوردی اهل جمهوری چک بود.